# Parres El Guarda
Parres El Guarda es uno de los 12 pueblos originarios de Tlalpan, al sur de la Ciudad de México. Colinda al norte con los pueblos de Santo Tomás Ajusco y San Miguel Topilejo, al oriente con San Salvador Cuauhtenco, al poniente con el municipio de Xalatlaco en el Estado de México y al sur con Tres Marías en el Estado de Morelos.

## Toponimia
El nombre Parres proviene del apellido de Juan de las Fuentes Parres, quien adquirió la hacienda en 1890. Durante la época colonial, en esta propiedad se estableció un puesto de guardia vinculado al Camino Real, motivo por el cual se comenzó a conocer como «El Guarda».
El origen del nombre del actual pueblo se remonta a la hacienda fundada alrededor del año 1800, situada sobre el antiguo Camino Real a Acapulco. Esta vía era utilizada por viajeros que se dirigían hacia Cuernavaca, Chilpancingo y Acapulco, y la hacienda funcionaba como sitio de descanso. Se cuenta que el nombre de la hacienda se consolidó durante el periodo del Segundo Imperio Mexicano, ya que en 1867, el Emperador Maximiliano I de México y su esposa, la Emperatriz Carlota, utilizaban la hacienda como lugar de reposo durante sus traslados entre la Ciudad de México y su residencia en Cuernavaca.

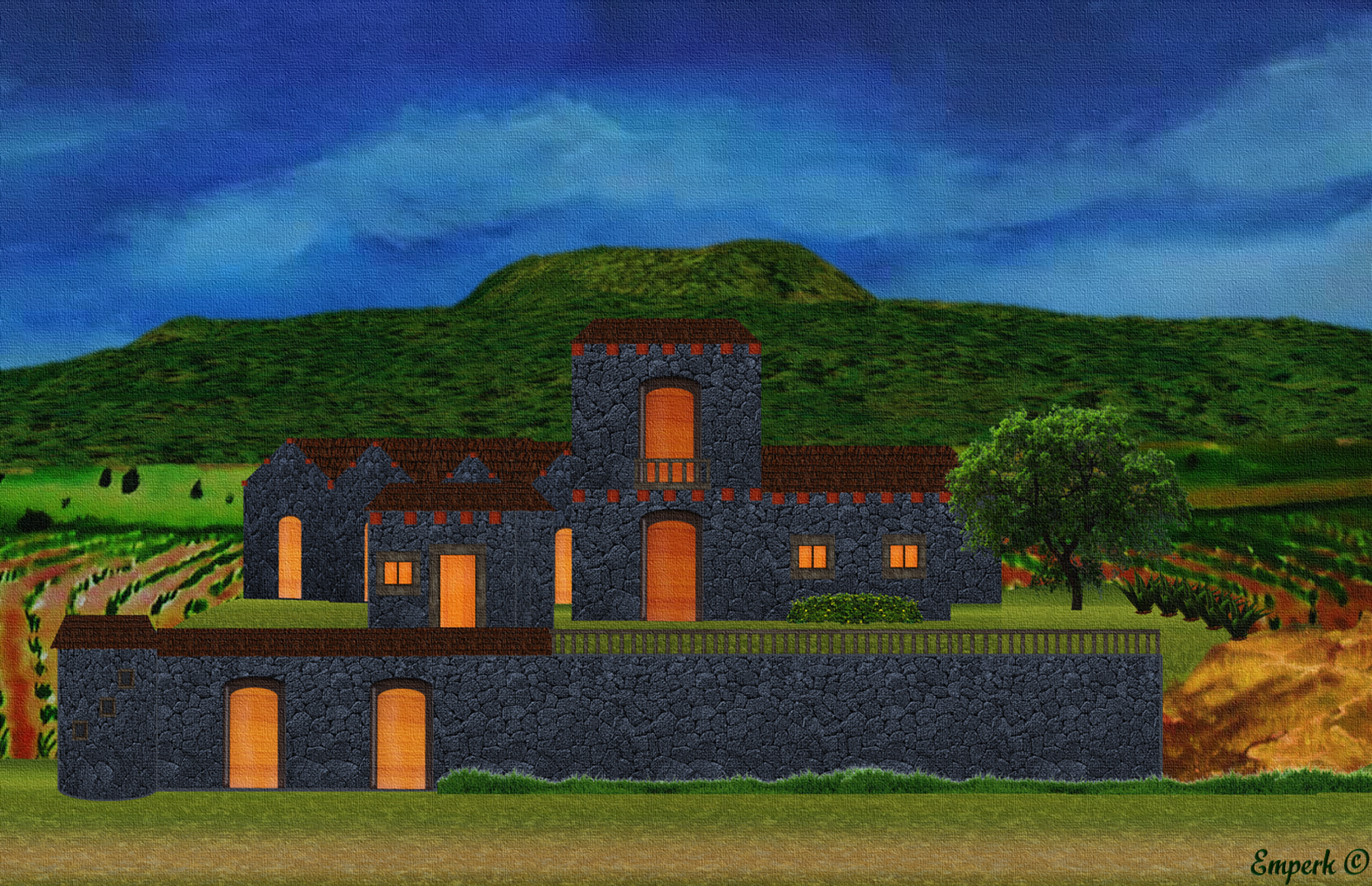
Hacienda de Don José de las Fuentes Parres, circa 1850

## Historia

### Orígenes
La hacienda fue construida entre 1800 y 1810, y llegó a ser considerada una de las más notables de la región. Contaba con una pequeña capilla dedicada al Señor de la Santa Veracruz, donde los habitantes del lugar realizaban oraciones. Su ubicación estratégica sobre el Camino Real hacia Acapulco —hoy la Carretera Federal a Cuernavaca— la convertía en un punto clave de descanso para los viajeros.
En 1867, el Emperador Maximiliano I de México y la Emperatriz Carlota utilizaron la hacienda como lugar de paso durante sus viajes entre la capital y Cuernavaca. Posteriormente, en 1890, fue adquirida por Juan de las Fuentes Parres, quien le daría renombre tanto a la hacienda como al poblado que surgió en torno a ella.
Entre sus principales actividades económicas destacaban la agricultura, la ganadería y la elaboración artesanal de escobetas y cepillos a partir de la raíz de zacatón. Actualmente, se mantiene vigente la siembra de forraje como una de las prácticas tradicionales de la zona.

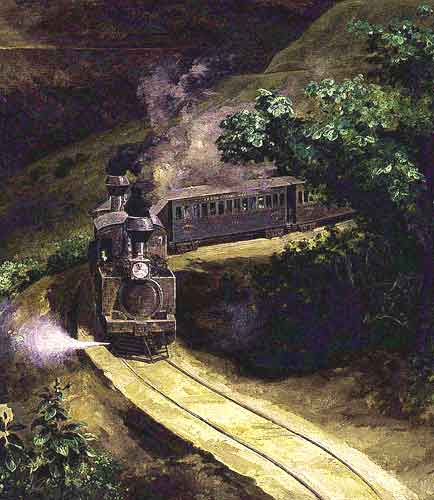
El ferrocarril representó uno de los avances de la economía del Porfiriato. En esta pintura de José María Velasco se observa el tren atravesando el Valle de México, símbolo del progreso en tiempos de Porfirio Díaz.

### Fundación
En 1896, se funda el Pueblo de Parres por los trabajadores del Ferrocarril y los trabajadores de la Hacienda "El Guarda", quedando empadronada la población. Un año después, en 1897, fue inaugurado el Ferrocarril México-Cuernavaca por el entonces Presidente Porfirio Díaz, acontecimiento que daría realce y auge al actual Pueblo de Parres, ya que este mismo sería una estación de la línea ferroviaria México-Cuernavaca y un lugar de paso importante para los viajeros de México a Cuernavaca, y viceversa. El primer tren pasó por el pueblo en 1901.
Lo que fue la gran Hacienda de don Juan de Las Fuentes Parres hoy se encuentra en ruinas.

### Época de la Revolución
Parres El Guarda, al igual que otros pueblos del sur, fue tomada por los Zapatistas en el año 1910, cuando el casco de la hacienda es atacado en diversas ocasiones, haciendo que cayera en una inestabilidad económica, quedando en abandono. Los habitantes de la hacienda y alrededores huyeron del lugar, escondiéndose en cuevas o resguardándose en otros pueblos de la zona, con el temor de ser asesinados. A finales de 1914, el Pueblo fue liberado de los Zapatistas. Al regresar se encontraron los restos de la hacienda en un estado de desolación. Finalmente, en 1915, comenzaron a reconstruir el pueblo, empezando con una pequeña capilla de adobe y zacate, dedicada la Virgen de Guadalupe, con el objetivo de agradecerle por la liberación de sus tierras. 

### Siglo XX
En 1925, el Pueblo nuevamente fue violentado por el despojo de tierras aledañas al camino real a Acapulco, para la construcción de la Carretera Federal México-Acapulco, llegando a acuerdos con los pobladores para dar el banderazo a la construcción de la Carretera en el Pueblo. Finalmente, es inaugurada el 11 de noviembre de 1927, por lo que el pueblo de Parres se convirtió en paso obligado para los viajeros de México a Cuernavaca o Acapulco, y viceversa, quienes pasaban al pueblo a comer la exquisita barbacoa de Borrego Criollo que se prepara, lo que le dio el renombre como el pueblo Barbacoyero.
En 1939, se construyó de manera improvisada la escuela primaria, que contaba hasta el tercer grado de primaria. En 1946 ya contó hasta el sexto año. La segunda escuela primaria fue construida por la Secretaría de Educación Pública en el año 1970, en la que se contaba con una cantidad promedio de 150 niños de las localidades de Tres Marías, Topilejo y Parres. 
Con el paso del tiempo, el pueblo fue creciendo de manera considerable. En 1940, llegó la Religión Evangelista, que fue la encargada de la construcción del Templo Evangélico.
Con el paso del tiempo, el pueblo fue creciendo y, en 1950, según el INEGI, contaba con 120 habitantes. Como los decesos comenzaban a ser más frecuentes, se funda el Panteón del pueblo en 1953.
En 1954, se inaugura el Monumento al "Campesino Sacrificado" del autor Francisco Arturo Marín, que representa a una mujer con su hijo muerto en las piernas, haciendo alusión a la época de la Revolución vivida en Parres. Creada a base de piedra, se encuentra ubicada en lo que antiguamente era la Escuela del Pueblo. Actualmente, la escultura da identidad e iconografía al pueblo de Parres.

### Ejido
El 3 de septiembre del 1935, los Nativos del Pueblo de Parres solicitaron a la Secretaría de la Reforma Agraria (México) que se les dieran tierras ejidales para dedicarse al cultivo, y obtuvieron una respuesta positiva que les permitió una entrega provisional de 278 hectáreas de la Antigua Hacienda. Después de 76 años de espera, el 13 de marzo del 2011, el Registro Agrario Nacional les entregó los documentos al Comisariado Ejidal donde se declaraba la legitimidad jurídica de sus tierras.

### Siglo XXI
Barrio de San Andrés Axitlan

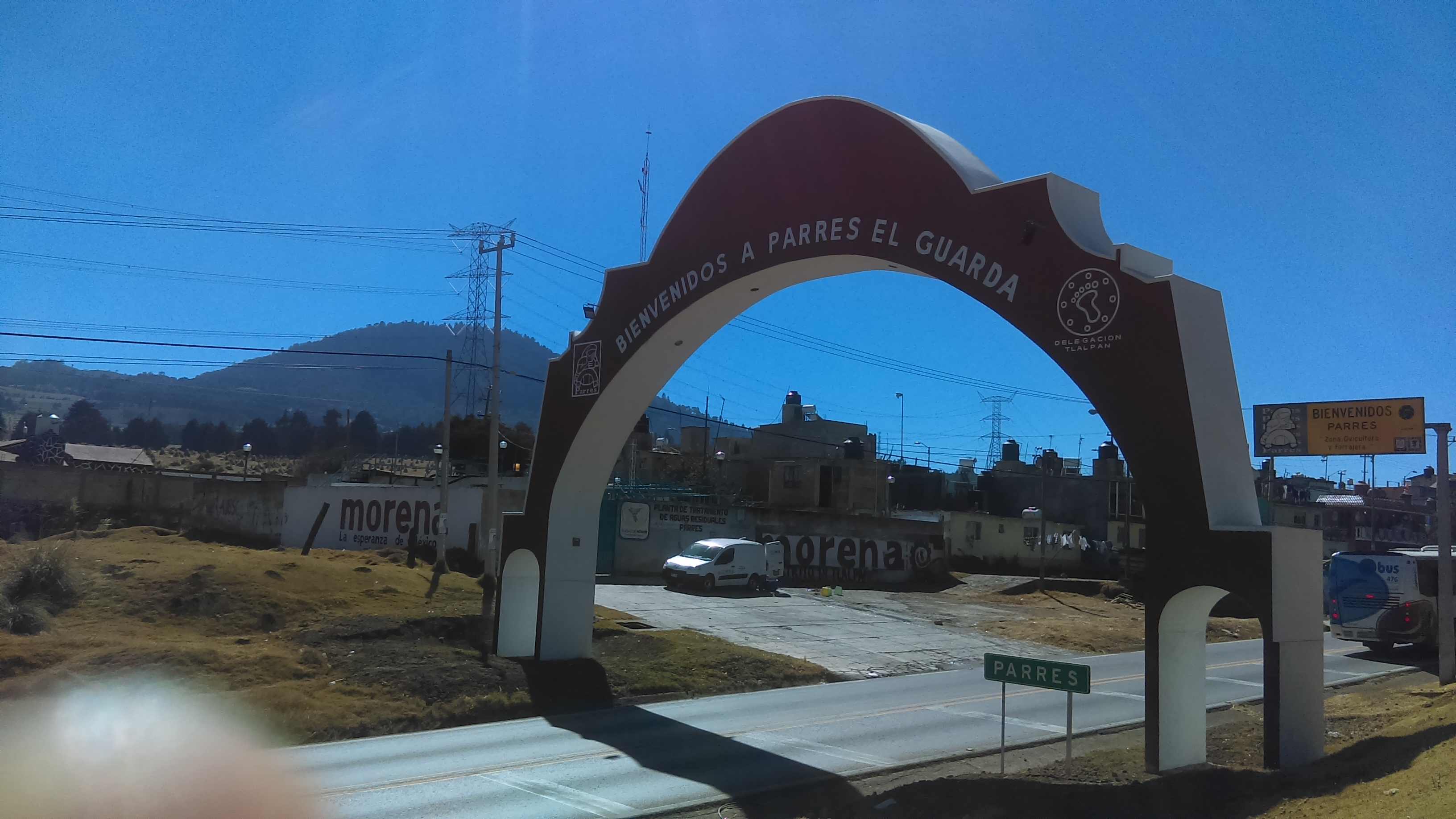
"Bienvenidos al Pueblo de Parres", el arco fue inaugurado el 2 de diciembre del 2017 reconociendo a Parres como Pueblo Originario de Tlalpan.

En 1991, los dueños originales, que se encontraban en bancarrota, vendieron los terrenos del sur del pueblo con el objetivo de ser habitados. Gracias a ello, surge "La Colonia" que desde su fundación en 1995 ha crecido de manera considerable y, actualmente, constituye el 65% de la zona habitada del Parres. 
En los años 2000, el Párroco Padre Armando observó que para poder evangelizar el pueblo de manera práctica necesitaba dividirlo en 2 sectores, pero no fue hasta la llegada del Padre Martín Roemer, en el año 2008, que se aprobó la propuesta de llamar a la comunidad "San Andrés Apóstol", en la misa del 9 de junio del 2009, donde la nombró como sector perteneciente a la Capilla de Santa María de Guadalupe de Parres el Guarda. A partir de ahí se empezó a celebrar una fiesta anual cada 30 de noviembre, hasta el punto de que el historiador Mancilla Gonzales (autor de Memoria viva de los 8 Pueblos de Tlalpan) sugiere que hay que nombrar al barrio llamándolo "Axitlan" que significa "Tierra de Hospedaje, derivado de los términos náhuatl Axihuayan (Lugar de Hospedaje) y Tlanlli (Tierra), que en su conjunto hacía alusión a la antigua hacienda del pueblo donde solían descansar los viajeros del Camino Real a Acapulco, entre ellos el Emperador Maximiliano de Hasburgo y su esposa la Emperatriz Carlota. Teniendo el visto bueno del entonces Subdelegado Crescencio Mondragón, se da el renombre de San Andrés Axitlan, donde finalmente es reconocido y aprobado como Barrio Tradicional de Parres El Guarda por la Delegación de Tlalpan en 2014.

## Equipamiento e infraestructura

### Educación
En 1939, se construyó de manera improvisada la escuela primaria, que contaba hasta el tercer grado de primaria. Fue en 1946 cuando se contó hasta el sexto grado. La segunda escuela primaria fue construida por la Secretaría de Educación Pública en el año 1970, y se contaba con una cantidad promedio de 150 niños de las localidades de Tres Marías, Topilejo y Parres. El jardín de niños se creó en 1975. La escuela secundaria se construyó en 1988. 

### Transporte
Para llegar a Parres el Guarda, se cuenta con la alternativa de ingresar por medio de la Carretera Federal 95, la misma que comunica a la población con la parte urbana de la Zona Metropolitana del Valle de México.
Se cuenta con el servicio de la Red de Transporte de Pasajeros de la Ciudad de México, con la siguiente ruta:
- 134-A Estadio Azteca a Parres.

También existen diversas rutas de transporte concesionado por medio de microbuses, autobuses y empresas como Pullman de Morelos, con el servicio económico MiBus; con la ruta Central Camionera Tasqueña Sur - Cuernavaca; y la reciente adición de la empresa Enlaces Terrestres México Cuernavaca, con la ruta Estadio Azteca/Metrobús La Joya - Parres/Tres Marias(Morelos). Estas mismas rutas dan acceso a la población local a las estaciones del Metro Tasqueña, así como a la estación del tren ligero Estadio Azteca y a la estación del Metrobús La Joya.
Por lo tanto, es una comunidad comunicada con la zona urbana de la alcaldía Tlalpan, de manera intrínseca y directa con la Carretera Federal 95.

## Fiestas religiosas

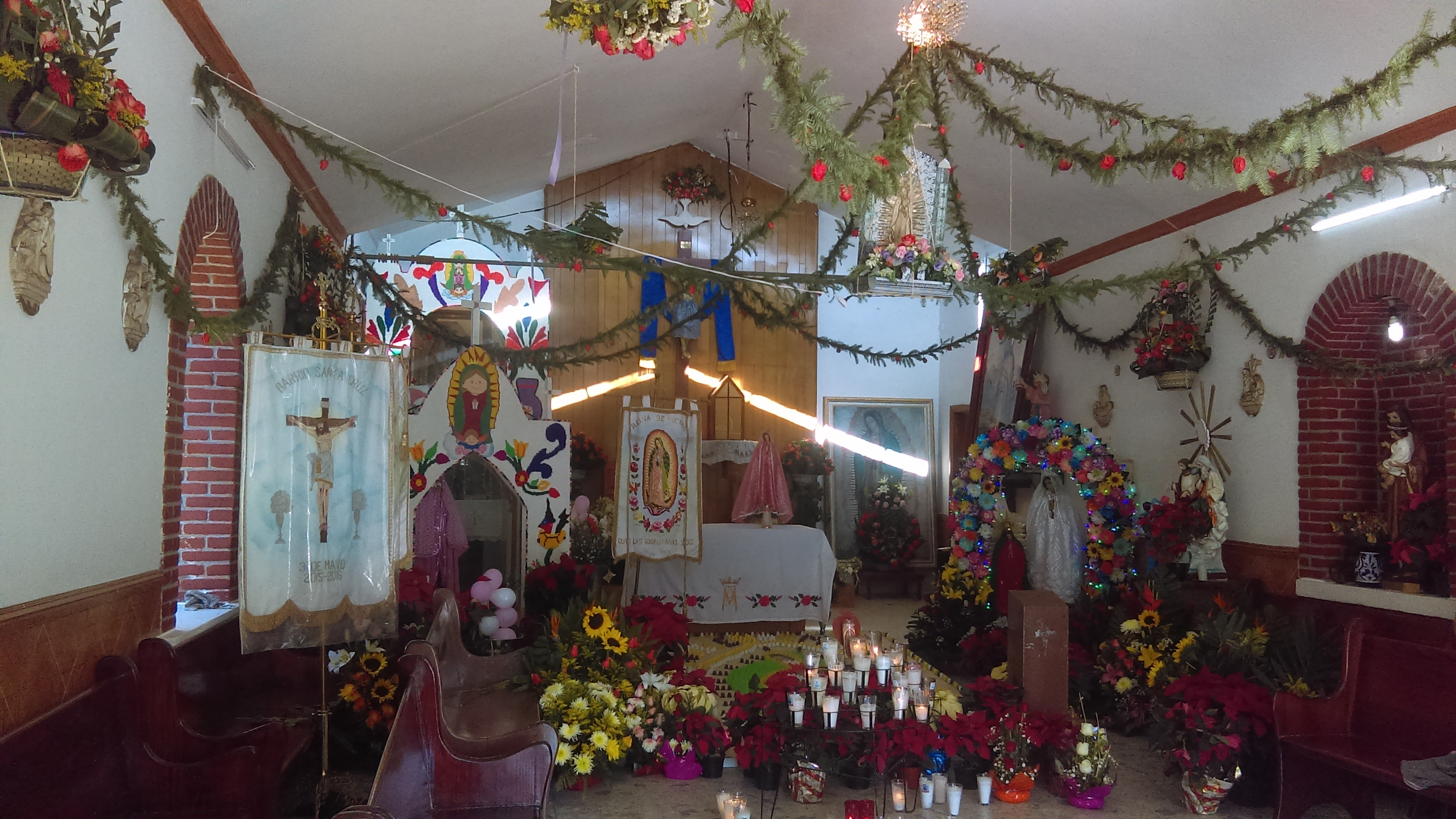
La Capilla esta dedicada en honor a la Virgen de Guadalupe que fue iniciada en 1915 con un pequeño tejaban de adobe y zacate, finalmente reconstruida en 1954 dándole la apariencia actual.

### Fiesta patronal Santa María de Guadalupe
El 12 de diciembre se celebra la fiesta patronal en honor a Santa María de Guadalupe en la Iglesia del Pueblo. Iniciando días antes a la festividad, la Imagen de la Virgen recorre algunos domicilios del pueblo y del Barrio. Un domingo anterior al 12 de diciembre, el pueblo recibe la visita del señor-obispo quien preside la Celebración en honor a la Virgen de Guadalupe. El 11 de diciembre por la tarde se realiza la entrada del Adorno y las portadas del interior de la iglesia; después, las tradicionales mañanitas a las 12:00am, con el coro anual de señoritas, el cual visita las ermitas de la Virgen de Guadalupe en todo el Pueblo y el Barrio hasta las 2:00am o 3:00am.
Al aclarar el día 12 de diciembre, se entonan mañanitas y no faltan los cohetes. Se realiza la colocación de la tradicional Portada Floral de la puerta principal de la iglesia, que previamente fue trabajada toda la noche por los "Socios de la Portada Floral" acompañados de la banda de música. Durante el día, se encuentra la tradicional danza de Chinelos " La Guadalupana" en el atrio de la iglesia, participa la banda de música. A las 12:00 del mediodía se hace la tradicional Procesión por la carretera hacia la Planta trituradora de asfalto, donde se reciben a las promesas de los pueblos y comunidades vecinas algunas de ellas: San Lorenzo Huipulco, San Agustín de las Cuevas, Chimalcoyoc, Santa Úrsula Xitla, San Pedro Mártir Tepanco, San Andrés Totoltepec, San Miguel Xicalco, San Miguel Ajusco, Santa María Magdalena Petlacalco, Santo Tomás Ajusco, San Salvador Cuauhtenco, el Barrio de Santa Cruz Topilejo, El Sifón, y también del Estado de Morelos Tres Marías, Coajomulco, San Juan Huitzilac y San Juan Tlacotenco. A la 1:00pm se lleva a cabo la Misa Solemne con las comunidades que acompañan la fiesta y la salva de cohetes. En la tarde, hay Jaripeo y destaca la verbena popular y baile organizado por los diferentes grupos del pueblo, desde los mayordomos hasta los grupos jóvenes, entre ellos "La Organización del Puente". Ya en la noche, se hace la quema del Tradicional Castillo y Fuegos Pirotécnicos.
El día 13 de diciembre la Fiesta sigue con la Organización del grupo "La Flota Guadalupana" quienes se encargan de sacar la Fiesta adelante, destacando la verbena popular y baile.

### Semana Santa
En Semana Santa también se realizan actividades relacionadas con la liturgia católica, iniciando el domingo de Ramos con una procesión que inicia en el lugar conocido como la "Huerta", culminando con la Misa en la iglesia del Pueblo, y a diario hay actividades religiosas en la iglesia. El miércoles Santo se realiza la Peregrinación anual al Santuario del Señor de Chalma. Los habitantes del pueblo salen caminando con la imagen del señor de Chalma hacia su santuario para agradecer favores recibidos. El jueves Santo ofrecen una misa en el santuario por el Pueblo de Parres. Mientras que en el Pueblo se realizan actividades como la última cena del señor, el viernes Santo se realiza el viacrucis, iniciando en la avenida de Laureles en el Barrio y culminando en la iglesia del Pueblo. Por la noche, se hace la tradicional procesión del Silencio. Ya el sábado se abre la gloria en la iglesia y hay cohetes. El domingo se hace una convivencia después de la misa y terminan las actividades de Semana Santa.

### Fiesta de la Santa Cruz
La Fiesta de la Santa Cruz da inicio desde los primeros días de nuestro pueblo en 1890. Se cree que era la fiesta Mayor que se hacía anteriormente en el pueblo. Se adornaba el pueblo con palmeras y ramas y se hacía la procesión.También bajaban las Cruces desde los puntos de donde eran colocadas y había música y Pulque. En la capilla de la Hacienda, se hacía la misa en honor al Cristo en la que eran bendecidos frutos y semillas para las buenas cosechas. El sacerdote que presidía la ceremonia era traído desde el Curato de Xochimilco; los Hacendados hacían un gran convite y finalizaba con la Carrera de Caballos. Se cree que el Emperador Maximiliano I de México y su esposa la Emperatriz Carlota participaron de las fiestas de la Santa Cruz en varias ocasiones mientras descansaban en el Pueblo. En la actualidad, se sigue haciendo, sin embargo ya no como patronal sino como una de las festividades tradicionales de todo el pueblo. El día 2 de mayo por la tarde se bajan las cruces de los varios puntos donde son colocadas. El mayordomo se encarga de pintarlas y velarlas toda la noche. Por la mañana del 3 de mayo se coloca el nuevo cendal que será cambiado hasta el próximo año. Se llevan a la santa misa y son subidas nuevamente a sus respectivos lugares. Los Mayordomos piden a los acompañantes pasar a comer y terminan su compromiso eligiendo a los nuevos mayordomos.
Otra de las tradiciones de la Santa Cruz es la subida al Cerro del Tulmiac. En ella, los habitantes de Parres El Guarda viajan al Cerro del Tulmiac con banda de música y comida para reunirse con los habitantes del pueblo vecino de San Salvador Cuauhtenco Milpa Alta y celebrar en conjunto a la Santa Cruz.

### Fiesta del Barrio de San Andrés Axitlan (La Colonia)

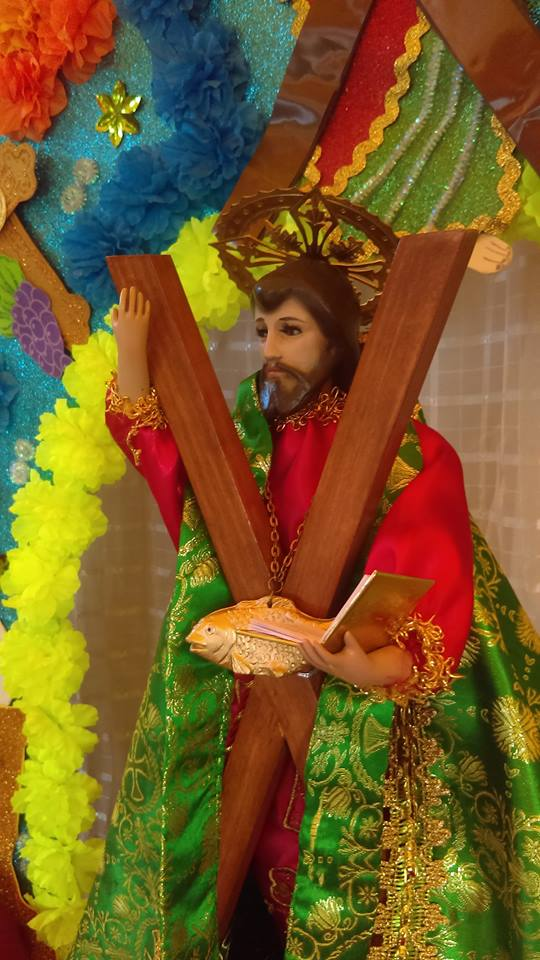
Imagen del Apóstol San Andrés en una de sus fiestas, venerada en el Barrio de San Andrés Axitlan en el pueblo de Parres el Guarda, Tlalpan CDMX.

El 30 de noviembre se festeja una de las tradicionales fiestas del Pueblo, iniciada en el 2009, en honor a San Andrés Apóstol, patrono del barrio -o más conocido como "la Colonia"-. Se inician con el novenario, 9 días previos a la festividad, en los que se realiza la visita del Santo Patrono a varios hogares de la comunidad, haciendo el rosario y la Novena. El día 29 de noviembre se recibe el estandarte de la Santa Patrona del Pueblo "Santa María de Guadalupe" y a la fiscalía de la iglesia del Pueblo, quienes acompañan la fiesta. También se hace la ofrenda y la colocación de la portada floral y se llevan a cabo las vísperas. El 30 de noviembre inician las tradicionales Mañanitas y, durante el día, hay Chinelos. Se hace una procesión con la imagen de San Andrés, y se lleva a cabo la Misa en su honor. Terminando la misa, se realiza una convivencia, y culmina la fiesta con la Quema de Fuegos Pirotécnicos. También en enero se hace una peregrinación al Santuario de Nuestro Padre Jesús de Aquixtla y el tercer domingo de enero se ofrece una misa en honor a Nuestro Padre Jesús de Aquixtla para agradecer favores recibidos.

### Día de Muertos
El 1 y 2 de noviembre como en todo el país, Parres también celebra a sus muertos, iniciando la festividad el día 28 de octubre con la colocación de la ofrenda a los difuntos.

## Fiestas cívicas

### Fiestas Patrias
El día 15 y 16 de septiembre son las tradicionales Fiestas Patrias, comenzando el día 15 con la coronación de la Reina de las Fiestas Patrias y el nombramiento de la señorita Independencia, prosiguiendo con el Grito por el Subdelegado del pueblo y finalizando el 16 de septiembre con el gran desfile por todo el pueblo, Jaripeo y baile.

### Feria de la Barbacoa
Parres el Guarda se destaca por su exquisita barbacoa de borrego criollo, hecha a horno de tierra, por que se realiza una feria en el mes de mayo, donde es posible degustar de los típicos platillos parrenses, entre ellos, la sopa de hongos, conejo, quesadillas, caldo Tlalpeño y más.

## Arte y cultura

### Patrimonio cultural
"Escultura Campesino Muerto"
El escultor Francisco Arturo Marín (1907-1979), también médico, se preocupó en su producción por los aspectos fundamentales de la vivencia humana, expresado a través del manejo semi abstracto de la figura. Su tratamiento del tema de la maternidad en este bronce de tamaño reducido ejemplifica su estilo. La deformación del cuerpo y el manejo de la cara como máscara advierten la influencia de las figurillas prehispánicas, reinterpretación a la luz de una sensibilidad moderna. -Karen Cordero- La familiaridad con el dolor y las pasiones humanas lograron esculpir en distintos materiales, desde madera hasta ónix, un cúmulo de sensaciones que dejó como legado Arturo Marín. Su conocimiento del cuerpo humano le facilitó sintetizar sentimientos tan diversos como el amor, la muerte o la sensualidad, de manera certera, en una exquisita mezcla de la medicina con el barro, bronce, mármol o piedra. Cuñado de Diego Rivera, formó parte de una generación de artistas y creadores quienes alzaron la voz para reconstruir el país tras su revolución, con la intención de cambiarle el rostro por uno con identidad propia. La temática de Marín se relaciona con conceptos como la maternidad y el indigenismo planteados de una manera actualizada, proponiendo una visión contemporánea y fresca cuya virtud radica en reflejar las preocupaciones formales, técnicas y temáticas propias del México de la primera mitad del siglo XX. Nacido en Guadalajara en 1907, Arturo Marín comenzó la carrera de medicina en Guadalajara, terminando en la UNAM; con Carlos Orozco Romero, grabado en madera en la escuela preparatoria de Jalisco; modelado y talla en madera. Entre sus sobras se destaca la escultura monumental Campesino Sacrificado, hoy colocada en el Pueblo de Parres el Guarda, km 39 de la antigua carretera a Cuernavaca, que da iconografía al pueblo.